# Schneeberg (Vogesen)
Der Schneeberg ist ein aus Sandstein aufgebauter Berg in den nördlichen Vogesen im Département Bas-Rhin (Unterelsass) nahe der Grenze zum lothringischen Département Moselle (nunmehr in der Region Grand Est). Mit einer Höhe von 961 Metern gehört er zu den höchsten Buntsandsteinbergen des nördlichen Elsass und wird in der unmittelbaren Umgebung nur vom Baerenberg (967 m) übertroffen.

## Lage
Der Schneeberg liegt in der Gemeinde Wangenbourg-Engenthal südlich der Ortschaft Engenthal und östlich der Départementsstraße D 224, die durch das Tal von Windsbourg (Windsburg) und im Forêt d‘Abreschviller als Forststraße weiter in Richtung zum Donon führt. Östlich führt am Schneeberg die Départementsstraße 218 nach Niederhaslach vorbei.

## Tourismus
Auf dem Schneeberg befindet sich eine Orientierungstafel, von der aus man eine bemerkenswerte Aussicht auf die Umgebung von Saverne (deutsch: Zabern) und das nördliche Elsass hat. Der Berg ist vom Fernwanderweg GR 53 (Vogesenkammweg) von Wangenbourg aus in zwei Stunden gut erreichbar. Vom Schneeberg gehen spinnenförmig mehrere Kämme aus, nördlich zum Kohlberg, östlich zum Umwurf und südwestlich zum etwas höheren Baerenberg und weiter als Grenzkamm zum Département Moselle über den Grossmann, wo das Massiv auf das des Rocher de Mutzig (Mutzigfels) trifft. Der Lottelfels auf dem Gipfel des Bergs ist ein Wackelstein, mit dem sich sagenhafte Überlieferungen über Gottesurteile in der Merowingerzeit verbinden sollen.